# 青のレクイエム (坪倉唯子の曲)
「青のレクイエム」（あおのレクイエム）は坪倉唯子の6枚目のシングル。2002年8月7日にスターチャイルドから発売された。

## 概要
約8年4ヶ月ぶりにリリースした本作はテレビ東京系『SAMURAI DEEPER KYO』オープニングテーマ。カップリング「LOVE DEEPER」は同アニメのエンディングテーマ。

## 収録曲
（全作詞：小竹正人　作曲・編曲：PIPELINE PROJECT）
1. 青のレクイエム [4:30]
2. LOVE DEEPER [3:29]
3. 青のレクイエム（Instrumental） [4:30]
4. LOVE DEEPER（Instrumental） [3:03]

## 他アーティストによるカバー
青のレクイエム
| アーティスト | 収録                      | 発売日        | 備考                               |
| ------------ | ------------------------- | ------------- | ---------------------------------- |
| 緒方恵美     | 『アニメグ。』            | 2007年10月3日 | カバーアルバム。                   |
| 喜多村英梨   | 『百歌声爛 女性声優編II』 | 2008年1月23日 | カバーコンピレーション・アルバム。 |